# غوستاف دالمان
غوستاف هيرمان دالمان (بالألمانية: Gustaf Hermann Dalman) ـ (9 يونيو 1855 ـ 19 أغسطس 1941) هو لاهوتي لوثري ومستشرق ألماني. كان له العديد من الأبحاث الميدانية في فلسطين قبل الحرب العالمية الأولى، جمع فيها النقوش والشعر والأمثال، كما جمع العديد من الأغراض والأدوات التي استخدمها سكان فلسطين من الفلاحين والبدو العرب، ومنها عينات من الأحجار والنباتات، وأدوات منزلية وحقلية وخزفيات وعينات أثرية صغيرة. كما كان من رواد دراسة اللغة الآرامية الكتابية وما بعد الكتابية المبكرة، ونشر كتابًا يتناول قواعدها اللغوية (1894) ومعجمًا لها (1901)، وغير ذلك من الأبحاث والكتب. وقد كانت مجموعته ـ المكونة من 15 ألف صورة تاريخية و5000 كتاب (من بينها كتب نادرة طُبعت في القرن السادس عشر) وعدد من الخرائط ـ نواة لمعهد غوستاف دالمان في جامعة إرنست موريتز آرنت في غرايفسفالت (جامعة غرايفسفالت)، الذي أنشئ لإحياء ذكرى أبحاثه واستكمالها.
كلفه اللاهوتي والمترجم فرانتس ديليتش (الذي ترجم العهد الجديد إلى العبرية) بمراجعة النص العبري «مراجعة وافية».